# ARP Instruments
ARP Instruments, Inc. – amerykańska firma produkująca instrumenty muzyczne, jeden z największych konkurentów Mooga na przełomie lat 60. i 70. XX w.

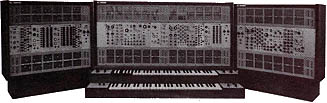
ARP 2500 – Typowy modularny syntezator z końca lat sześćdziesiątych

## Historia
W czasie, gdy Alan Pearlman w 1948 r. studiował na uniwersytecie Worcester Polytechnic Institute, przewidywał nadchodzącą erę syntezatorów. Posiadając 21-letnie doświadczenie, w 1969 r. zdecydował się założyć firmę ARP Instruments (nazwa to inicjały twórcy). Przez całe lata 70. XX w. ARP było konkurentem dla Moog Music pod względem muzycznej funkcjonalności oferowanych instrumentów.
W 1981 r. firma została zamknięta z powodu problemów finansowych.

## Produkty

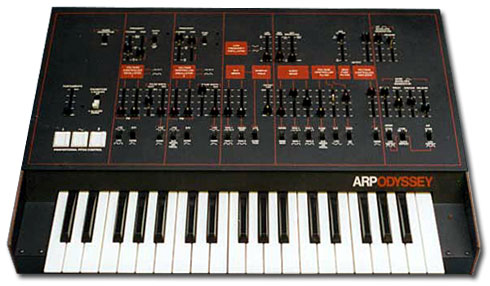
ARP Odyssey III

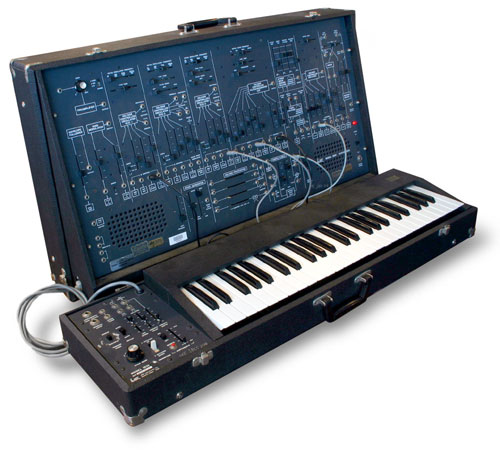
ARP 2600

- 1970 – ARP 2500: modularny syntezator analogowy
- 1971 – ARP 2600: bardziej kompaktowy w porównaniu do modelu 2500, syntezator semi-modularny
- 1972 – ARP Odyssey
- 1972 – ARP Pro Solois
- 1974 – ARP String Ensemble
- 1975 – ARP String Synthesizer
- 1975 – ARP Little Brother
- 1975 – ARP Omni
- 1975 – ARP Axxe
- 1977 – ARP Omni 2
- 1977 – ARP Avatar
- 1978 – ARP Quadra
- 1979 – ARP Sequencer
- 1979 – ARP Quartet
- 1980 – ARP Solus
- 1981 – ARP Chroma

## Popularność
Najpopularniejszym modelem, obok 2600, stał się Odyssey, który złamał monopol Minimooga. Nowy, jak na tamte czasy, instrument ARP brzmiał inaczej niż Mini.
Model ARP 2500 zostały wykorzystany w filmie Stevena Spielberga pt. Bliskie spotkania trzeciego stopnia z 1977 r.
Na instrumentach Alana Pearlmana grali bądź nadal grają: Jean Michel Jarre, Depeche Mode, Ultravox, Herbie Hancock, Joe Zawinul.